# Мартин Филипон
Мартин Филипом (Уљма, 1884 — Вршац, 1967) је био српски адвокат, политичар и национални радник.

## Биографија
Мартин Филипон је рођен 1884. године у Уљми, тадашња Аустроугарска. Потиче из угледне и богате српске карашевске породице Филипонових. Старином су из Карашева, одакле су се населили у Банатски Карловац, а потом 1836. године су дошли у Уљму. Славе Михољдан. Мартинов отац се звао Рафаел Филипон и имао је петоро деце, два сина и три ћерке: Мартина (најстаријег), Николу, Марицу, Аницу и Милу. Никола је био машински инжењер и живео је у Београду. Мартин је гимназију завршио у Белој Цркви, а Факултет правних и државничких наука у Клужу, након чега, по тадашњим мерилима, постаје доктор правних и државничких наука. Извесно време је живео у Темишвару, а од 1912. године отвара адвокатску канцеларију у Алибунару. Још за време гимназијских дана прикључио се националном ослободилачком покрету. Током Првог балканског рата 1912. бива ухапшен и стављен у истражни затвор, оптужен за велеиздају, јер се залагао за прикључење терторија Аустроугарске настањених Србима Краљевини Србији. До суђења није дошло, те је на крају ослобођен. За време Првог свестког рата је био интерниран у арадски логор, одакле је пуштен 1918. године. Након рата, одмах се укључио у формирање српских народних одбора у крајевима јужног Баната, а сарађивао је са Српским народним одбором у Новом Саду. Као посланик из Алибунара, био је учесник на Великој народној скупштини Срба, Буњеваца и осталих Словена у Банату, Бачкој и Барањи, одржане у Новом Саду, 25. новембра 1918. године, када је одлучено да се Банат, Бачка и Барања присаједине Краљевини Србији. На скупштини је изабран Велики народни савет, а његов члан је постао Мартин Филипон.

### Велики жупан
Народна управа, као извршни орган Велике народне скупштине, пошто јој је српска влада признала надлежмост за грађанску административну власт на подручју Баната, Бачке и Барање, отпочела је са радом 4. децембра 1918. године. У спровођењу одлуке Народне управе о постављању својих органа на чело територијално-административних јединица на подручју Баната, Бачке и Барање, највише отпора је било у Темишвару. Народна управа је именовала Мартина Филипона за великог жупана Тамишке и Крашовске жупаније и за градоначелника Темишвара. Проблеми око његовог увођења у звање били су последица хетерогеног састава становништва, али и деструктивног деловања вођства Банатског народног већа. Енергичан у намери да што пре у дужност уведе Филипона, председник Народне управе Јован Лалошевић је 1. фебруара 1919. обавестио министра унутрашњих послова Краљевине СХС Светозара Прибићевића, да је Народна управа учинила неколико покушаја да уведе у звање Мартина Филипона, али је све то онемугаћавао генерал Ђорђе Ђорђевић, који се налазио на челу Српске команде у Темишвару. Он је нагласио да Ото Рот, председник Банатског народног већа, прпрема преврат како би се Банат прикључио Мађарској, зато је упозорио министра на опасност одлагања Филипоновог увођења у звање. Филипон је 16. фебруара 1919. године уведен у звање великог жупана Тамишке и запоседнутих делова Крашовске жупаније, док је Немац Рајнхолд Хегн из Вршца, постављен за градоначелника Темишвара. На седници Српског народног већа у Темишвару, у име српске владе и Народне управе захваливши се на дотадашњој сарадњи, позвао је све његове чланове да га радом својим и од сада помажу, јер прави и озбиљан рад на изграђивању нове државе Срба, Хрвата и Словенаца у овим крајевима тек сада почињу. Међу најзначајније задатке који се постављају пред српским народом у овом крају Филипон је уврстио потребу изграђивања културног јединства како бисмо пред своје пријатеље и непријатеље у Европи могли изићи ведра чела, да смо и своју културну мисију извршили. На дужности је остао до 27. јула 1919. године, када се је српска војска повукла из данашњег румунског Баната.
У међуратном периоду није био политички активани и радио је као адвокат у Вршцу. Осуђивао је шестојануарску диктатуру, а нарочито фашистички покрет, због чега се поново нашао у логору. По изласку из логора одлази у Београд, а после рата живи у Вршцу и бави се адвокатуром до краја живота.